# 小峰裕一
小峰 裕一（こみね ゆういち、1968年7月13日 - ）は、日本の歌手、元俳優、声優。東京都江戸川区出身。

## 人物
旧名は小峰 裕一朗（こみね ゆういちろう）。鹿骨東小学校、鹿骨中学校卒業。小松川高等学校中退。丹波道場6期生。
現在はYuichiro（ゆういちろう）の芸名でラテン歌手として活動中である。

## 出演

### テレビドラマ
- 独眼竜政宗（1987年、NHK）
- 春日局（1989年、NHK）
- HOTEL（1990年、TBS）
- メタルヒーローシリーズ（テレビ朝日）
  - 特警ウインスペクター 第33話（1990年9月16日） - 秋吉誠 役
  - 特救指令ソルブレイン 第39話（1991年10月13日） - 中井哲夫 役
  - 特捜エクシードラフト 第3話（1992年2月16日） - 栗田秀夫捜査官 役
  - 特捜ロボ ジャンパーソン（1993 - 1994年） - 主演・ジャンパーソンの声、研究所員（第6話ゲスト） 役
  - ブルースワット（1994年 - 1995年） - ジスプ / ムッシュ・ザジの声
  - 重甲ビーファイター 第52・53話（1996年2月18日・25日） - ジャンパーソンの声
- 代表取締役刑事 第25話「明日に向かって撃て!」（1991年4月28日、テレビ朝日）
- 三十六人の乗客（1991年、TBS）
- 暴れん坊将軍IV 第54話「非情の掟! 激突、父と子」（1992年、テレビ朝日） - 弥吉 役

### 映画
- 丹波哲郎の大霊界 死んだらどうなる（1989年、松竹富士）
- 激動の1750日（1990年、東映）
- メタルヒーローシリーズ（東映） - 主演・ジャンパーソンの声
  - 劇場版 特捜ロボジャンパーソン 母よ、永遠（とわ）に! 愛と炎の電脳手術室（1993年4月17日）
  - 東映ヒーロー大集合（1994年8月6日）

### ビデオ作品
- 永井豪のこわいゾ～ン2 戦鬼「吸血鬼狩り」（1990年、バンダイビジュアル）